# Louis Diret
Louis Arnaud Pierre-Michel Diret, né le 13 juin 1910 à Paris et décédé le 23 mai 1993 dans son appartement d'Évreux, fut un journaliste français présentateur de Journal télévisé.

## Biographie
Louis "Arnaud" Pierre-Michel Diret né le 13 juin 1910 à Paris, dans le Xe arrondissement. Journaliste au Figaro à partir de 1955, puis à Paris Match vers 1966, il se tourne vers l'ORTF en 1969.
Entré à Antenne 2 en 1970, il entre ensuite à France 3 Normandie où il présente les journaux régionaux de 12h00, 15h0 et 20h00.
Revenu à Antenne 2, il présente les journaux du week-end de 1976 à 1979. Il revient à FR3 en 1982 pour y présenter le Flah Info National de 0h40, puis à 6h00 du matin.
Il revient une dernière fois à France 3 Normandie pour y faire une chronique dans le journal de la mi-journée jusqu'en 1987. 
Il prend finalement sa retraite en 1988. 
Il meurt en 1993, le soir du 23 mai, vers 22h30, dans son appartement d'Évreux.

### Vie personnelle
De confession juive, Louis Diret a expliqué dans un livre, Un journaliste qui a des choses à dire (Mémoires de Diret), en 1992, qu'il a fui Paris avec sa famille pour se réfugier en Hongrie, où il épouse en 1943 Catherine Kasta Ôzat (décédée en 1956) avec qui dira-t-il dans son autobiographie, il a eu le regret de ne pas avoir d'enfant.
Louis Diret se remarie avec Marie « Matie » Olion (née en 1926, décédée en 1986) en 1958, avec qui il a quatre enfants :
- Patrick Louis Philippe, né le 13 mars 1960
- Marie-Adélaïde, née le 4 juillet 1962
- Adèle Marie Anne, née le 3 mai 1965, décédée le 6 avril 1967
- et enfin Roger Patrick "Jean" Philippe, né le 1er février 1968